# Comarca de Bragança
A comarca de Bragança é uma comarca integrada na divisão judiciária de Portugal. Tem sede em Bragança.
A comarca abrange uma área de 6 608 km² e tem como população residente 139 344 habitantes (2011).
Integram a comarca de Bragança os seguintes municípios:
- Alfândega da Fé
- Bragança
- Carrazeda de Ansiães
- Freixo de Espada à Cinta
- Macedo de Cavaleiros
- Miranda do Douro
- Mirandela
- Mogadouro
- Torre de Moncorvo
- Vila Flor
- Vimioso
- Vinhais

A comarca de Bragança integra a área de jurisdição do Tribunal da Relação de Guimarães.